# Frank Raymond Leavis
Frank Raymond Leavis CH (Cambridge, 14 de julio de 1895 - 14 de abril de 1978) fue un influyente crítico literario inglés. Su actividad profesional se desarrolló prácticamente por entero en el Downing College de la Universidad de Cambridge.
En 1933 publicó "For Continuity", una selección de ensayos de Scrutiny. Esa publicación, junto con la cultura y el ambiente (un esfuerzo conjunto con Denys Thompson), destacó la importancia de una élite intelectual informada y exigente, altamente entrenada cuya existencia dentro de la universidad en los departamentos de inglés ayudaría a preservar la continuidad cultural de la vida y la literatura inglesa. En Educación y la Universidad (1943), Leavis argumentó que "no es un logro cultural previa de la lengua; el lenguaje no es un instrumento desmontable de pensamiento y comunicación. Es la encarnación histórica de los supuestos y las aspiraciones de su comunidad a niveles que son mucho tan subliminal de las veces que el lenguaje es su único índice "(Bell 9).
Leavis tenía diecinueve años cuando Gran Bretaña declaró la guerra a Alemania en 1914. No deseando un papel militar, ingresó en la Unidad de Ambulancias de Amigos, FAU, que trabaja en Francia inmediatamente detrás del frente occidental, y llevó copias de los poemas de Milton con él. En la introducción del servicio militar obligatorio en 1916, se benefició del reconocimiento general de los miembros de la FAU como objetores de conciencia. Sus experiencias de la guerra tuvieron un efecto duradero en Leavis; mentalmente, era propenso al insomnio, mientras que la exposición al gas tóxico a menudo se cree que dañó su salud física, sobre todo su sistema digestivo.
Alentaba a sus alumnos a aplicar este criterio no solo en la literatura sino en los periódicos, en la televisión, los carteles publicitarios, las cartas y el habla común. Veneraba la mayor parte de la obra de Shakespeare pero, en tutorías, desechaba gran parte de Othello y Antony and Cleopatra. Para la época esto era una herejía.
Quizás, el ataque más contundente que recibió en su contra fue el de C. S. Lewis, quien dijo que el uso de palabras de código subliminales como “madurez” y “relevancia”, contrabandeadas en un sistema completo de valores, nunca llegó a hacerse explícito para el escrutinio. Otros lo acusaron de ser criptomarxista. Leavis nunca contestó, lo cual resultó una lástima, pero otras de sus armas durante su larga carrera de humillaciones en Cambridge English Faculty fue el silencio, el exilio interno y la astucia. Su arma más subestimada y asesina era el ridículo, misma que desplegó en conferencias con el virtuosismo de una estrella de sala de música y con una insensibilidad cercana a la paranoia. 
También alienó a generaciones de alumnos del periodismo de los críticos de la integridad como Cyril Conolly y Phillip Toynbee porque él estaba resentido —solo con alguna justificación— con la forma en la que ellos dominaban las páginas y las reseñas en los diarios.
A pesar de su despecho y de su prosa congestionada, fue el crítico literario más creativo, serio e influyente desde Matthew Arnold, su propio modelo Victoriano.

## Crítica al accionar de la BBC
Leavis fue uno de los primeros detractores de la BBC. Acusó a su cobertura de la literatura inglesa de carecer de imparcialidad y de vulgarizar el gusto literario de la sociedad británica. En 1931, Leavis se opuso a una serie de la BBC de discusiones de libros presentados por Harold Nicolson, alegando que los programas de Nicolson carecían de la "sensibilidad de la inteligencia ", que Leavis cree que la buena crítica literaria requiere. a lo largo de su carrera, Leavis tomó constantemente problema con motivos y acciones de la BBC, aunque sea una vez en broma refiriéndose a su" complejo anti-BBC ".

## Libros en español
- D. H. Lawrence, novelista, Barral, 1974